# کایالی‌باغ (بتلیس)
کایالی‌باغ (به ترکی استانبولی: Kayalıbağ) یک منطقهٔ مسکونی در ترکیه است که در بیتلیس واقع شده‌است. کایالی‌باغ ۱ نفر جمعیت دارد.